# Seznam polkov po zaporednih številkah (850. - 899.)
Seznam polkov po zaporednih številkah - polki od 850. do 899.

## 850. polk
Pehotni
- 850. strelski polk (ZSSR)
- 850. pehotni polk (Wehrmacht)
- 850. grenadirski polk (Wehrmacht)

## 851. polk
Pehotni
- 851. strelski polk (ZSSR)
- 851. pehotni polk (Wehrmacht)
- 851. grenadirski polk (Wehrmacht)

## 852. polk
Pehotni
- 852. strelski polk (ZSSR)
- 852. pehotni polk (Wehrmacht)
- 852. grenadirski polk (Wehrmacht)

## 853. polk
Pehotni
- 853. strelski polk (ZSSR)
- 853. pehotni polk (Wehrmacht)
- 853. grenadirski polk (Wehrmacht)

Artilerijski
- 853. obalni artilerijski polk kopenske vojske (Wehrmacht)

## 854. polk
Pehotni
- 854. strelski polk (ZSSR)
- 854. pehotni polk (Wehrmacht)
- 854. grenadirski polk (Wehrmacht)

## 855. polk
Pehotni
- 855. strelski polk (ZSSR)
- 855. pehotni polk (Wehrmacht)
- 855. grenadirski polk (Wehrmacht)

## 856. polk
Pehotni
- 856. strelski polk (ZSSR)
- 856. pehotni polk (Wehrmacht)
- 856. grenadirski polk (Wehrmacht)

## 857. polk
Pehotni
- 857. strelski polk (ZSSR)
- 857. pehotni polk (Wehrmacht)
- 857. grenadirski polk (Wehrmacht)

## 858. polk
Pehotni
- 858. strelski polk (ZSSR)
- 858. pehotni polk (Wehrmacht)
- 858. grenadirski polk (Wehrmacht)

## 859. polk
Pehotni
- 859. strelski polk (ZSSR)
- 859. pehotni polk (Wehrmacht)
- 859. grenadirski polk (Wehrmacht)

## 860. polk
Pehotni
- 860. strelski polk (ZSSR)
- 860. pehotni polk (Wehrmacht)
- 860. grenadirski polk (Wehrmacht)

## 861. polk
Pehotni
- 861. strelski polk (ZSSR)
- 861. pehotni polk (Wehrmacht)
- 861. grenadirski polk (Wehrmacht)

## 862. polk
Pehotni
- 862. strelski polk (ZSSR)
- 862. pehotni polk (Wehrmacht)
- 862. grenadirski polk (Wehrmacht)

## 863. polk
Pehotni
- 863. strelski polk (ZSSR)
- 863. pehotni polk (Wehrmacht)
- 863. grenadirski polk (Wehrmacht)

## 864. polk
Pehotni
- 864. strelski polk (ZSSR)
- 864. pehotni polk (Wehrmacht)
- 864. grenadirski polk (Wehrmacht)

## 865. polk
Pehotni
- 865. strelski polk (ZSSR)
- 865. pehotni polk (Wehrmacht)
- 865. grenadirski polk (Wehrmacht)

## 866. polk
Pehotni
- 866. strelski polk (ZSSR)
- 866. pehotni polk (Wehrmacht)
- 866. grenadirski polk (Wehrmacht)

## 867. polk
Pehotni
- 867. strelski polk (ZSSR)
- 867. pehotni polk (Wehrmacht)
- 867. grenadirski polk (Wehrmacht)

## 868. polk
Pehotni
- 868. strelski polk (ZSSR)
- 868. pehotni polk (Wehrmacht)
- 868. grenadirski polk (Wehrmacht)

## 869. polk
Pehotni
- 869. strelski polk (ZSSR)
- 869. pehotni polk (Wehrmacht)
- 869. grenadirski polk (Wehrmacht)

Artilerijski
- 869. artilerijski polk (Wehrmacht)

## 870. polk
Pehotni
- 870. strelski polk (ZSSR)
- 870. pehotni polk (Wehrmacht)
- 870. grenadirski polk (Wehrmacht)

Artilerijski
- 870. artilerijski polk (Wehrmacht)

## 871. polk
Pehotni
- 871. strelski polk (ZSSR)
- 871. pehotni polk (Wehrmacht)
- 871. grenadirski polk (Wehrmacht)

## 872. polk
Artilerijski
- 872. artilerijski polk (ZSSR)
- 872. artilerijski polk (Ruska federacija)

## 873. polk
Artilerijski
- 873. artilerijski polk (ZSSR)
- 873. gardni samovozni artilerijski polk (Ruska federacija)

## 875. polk
Pehotni
- 875. strelski polk (ZSSR)
- 875. pehotni polk (Wehrmacht)
- 875. grenadirski polk (Wehrmacht)

## 876. polk
Pehotni
- 876. strelski polk (ZSSR)
- 876. pehotni polk (Wehrmacht)
- 876. grenadirski polk (Wehrmacht)

## 877. polk
Pehotni
- 877. strelski polk (ZSSR)
- 877. pehotni polk (Wehrmacht)
- 877. grenadirski polk (Wehrmacht)

## 878. polk
Pehotni
- 878. strelski polk (ZSSR)
- 878. pehotni polk (Wehrmacht)
- 878. grenadirski polk (Wehrmacht)

## 879. polk
Pehotni
- 879. strelski polk (ZSSR)
- 879. pehotni polk (Wehrmacht)
- 879. grenadirski polk (Wehrmacht)

## 880. polk
Pehotni
- 880. strelski polk (ZSSR)
- 880. pehotni polk (Wehrmacht)
- 880. grenadirski polk (Wehrmacht)

Artilerijski
- 880. artilerijski polk (Wehrmacht)

## 881. polk
Pehotni
- 881. strelski polk (ZSSR)
- 881. pehotni polk (Wehrmacht)
- 881. grenadirski polk (Wehrmacht)

## 882. polk
Pehotni
- 882. strelski polk (ZSSR)
- 882. pehotni polk (Wehrmacht)
- 882. grenadirski polk (Wehrmacht)

## 883. polk
Pehotni
- 883. strelski polk (ZSSR)
- 883. pehotni polk (Wehrmacht)
- 883. grenadirski polk (Wehrmacht)

## 884. polk
Pehotni
- 884. strelski polk (ZSSR)
- 884. pehotni polk (Wehrmacht)
- 884. grenadirski polk (Wehrmacht)

## 885. polk
Pehotni
- 885. strelski polk (ZSSR)
- 885. pehotni polk (Wehrmacht)
- 885. grenadirski polk (Wehrmacht)

## 886. polk
Pehotni
- 886. strelski polk (ZSSR)
- 886. pehotni polk (Wehrmacht)
- 886. grenadirski polk (Wehrmacht)

## 887. polk
Pehotni
- 887. strelski polk (ZSSR)
- 887. pehotni polk (Wehrmacht)
- 887. grenadirski polk (Wehrmacht)

## 888. polk
Pehotni
- 888. strelski polk (ZSSR)
- 888. pehotni polk (Wehrmacht)
- 888. grenadirski polk (Wehrmacht)

## 889. polk
Pehotni
- 889. strelski polk (ZSSR)
- 889. pehotni polk (Wehrmacht)
- 889. grenadirski polk (Wehrmacht)

## 890. polk
Pehotni
- 890. strelski polk (ZSSR)
- 890. pehotni polk (Wehrmacht)
- 890. grenadirski polk (Wehrmacht)

Artilerijski
- 890. artilerijski polk (Wehrmacht)

## 891. polk
Pehotni
- 891. strelski polk (ZSSR)
- 891. pehotni polk (Wehrmacht)
- 891. tankovskogrenadirski polk (Wehrmacht)
- 891. grenadirski polk (Wehrmacht)

## 892. polk
Pehotni
- 892. strelski polk (ZSSR)
- 892. pehotni polk (Wehrmacht)
- 892. grenadirski polk (Wehrmacht)

## 893. polk
Pehotni
- 893. strelski polk (ZSSR)
- 893. pehotni polk (Wehrmacht)
- 893. grenadirski polk (Wehrmacht)

## 894. polk
Pehotni
- 894. strelski polk (ZSSR)
- 894. pehotni polk (Wehrmacht)
- 894. grenadirski polk (Wehrmacht)

## 895. polk
Pehotni
- 895. strelski polk (ZSSR)
- 895. pehotni polk (Wehrmacht)
- 895. grenadirski polk (Wehrmacht)

## 896. polk
Pehotni
- 896. strelski polk (ZSSR)
- 896. pehotni polk (Wehrmacht)
- 896. grenadirski polk (Wehrmacht)

## 897. polk
Pehotni
- 897. strelski polk (ZSSR)
- 897. pehotni polk (Wehrmacht)
- 897. grenadirski polk (Wehrmacht)

## 898. polk
Pehotni
- 898. strelski polk (ZSSR)
- 898. pehotni polk (Wehrmacht)
- 898. grenadirski polk (Wehrmacht)

## 899. polk
Pehotni
- 899. strelski polk (ZSSR)
- 899. pehotni polk (Wehrmacht)
- 899. grenadirski polk (Wehrmacht)